# فريدريك جي. باري
فريدريك جي. باري (بالإنجليزية: Frederick G. Barry)‏ هو محامي وسياسي أمريكي، ولد في 12 يناير 1845، وتوفي في 7 مايو 1909. حزبياً، نشط في الحزب الديمقراطي. وقد انتخب عضو مجلس ولاية مسيسيبي وانتخب عضو مجلس النواب الأمريكي.